# Себастьян Роде
Себастьян Роде (нім. Sebastian Rode, нар. 11 жовтня 1990, Зегайм-Югенгайм) — німецький футболіст, півзахисник клубу «Айнтрахт». 
Виступав раніше за клуби «Кікерс» , Боруссія (Дортмунд), «Баварія», а також молодіжну збірну Німеччини.

## Клубна кар'єра
Народився 11 жовтня 1990 року в місті Зегайм-Югенгайм. Вихованець юнацьких команд футбольних клубів «Генлайн», «Альсбах», «Вікторія» (Грешейн) та «Дармштадт 98».
2005 року потрапив у футбольну академію «Кікерса» (Оффенбах). У сезоні 2008/09 почав проводити тренування з основним складом, що виступав у третій німецькій лізі. 7 березня 2009 року в поєдинку проти «Айнтрахта» з Брауншвейга, Себастіан дебютував за «Кікерс», вийшовши на заміну наприкінці матчу. У сезоні 2009/10 в матчі проти «Ян Регенсбург», Роде забив свій перший гол, який допоміг його команді добитися нічиєї.
Влітку 2010 року підписав контракт на чотири роки з клубом Бундесліги «Айнтрахтом» (Франкфурт-на-Майні). 21 січня 2011 року Роде дебютував за «Айнтрахт», в поєдинку проти «Гамбурга». 24 квітня 2011 року Себастьян забив свій перший гол за новий клуб у ворота «Баварії» та допоміг своїй команді домогтися сенсаційної нічиї 1:1. Незважаючи на це, команда зайняла передостаннє 17 місце і покинула елітний дивізіон.
Сезон 2011/12 у другій Бундеслізі Роде провів дуже впевнено забивши 2 голи в 33 матчах. Його зусилля допомогли «Айнтрахту» повернутись в еліту, а сам Себастьян стає одним з лідерів команди. У міжсезоння Роде хотіли придбати кілька іменитих німецьких клубів, але півзахисник залишився в «Айнтрахті».
У сезоні 2012/13 Роде був одним з найкращих гравців колективу, який здивував Бундеслігу, зайнявши 6 місце і вийшовши в Лігу Європи. Разом з капітаном команди Пірміном Швеглерам Роде становив зв'язку в центрі поля, яка активно взаємодіяла з атакуючою трійкою, в той же час, допомагаючи не надто надійній лінії оборони. Себастьян був ключовим гравцем команди і пропустив в цьому сезоні всього один матч чемпіонату. Роде віддав 1 766 передач за сезон, що є найкращим показником в команді, при точності 85,5%. За підсумками першого кола гравець «Айнтрахта» мав найвищий бал від газети «Kicker» серед всіх центральних півзахисників Бундесліги. Ще восени чутки відправляли його то в «Баварію», то в дортмундську «Боруссію», а взимку стало відомо про інтерес до нього з боку англійського «Арсеналу». Контракт Себастьяна закінчувався влітку 2014 року, і клуб не раз пропонував футболістові його продовжити, однак той відмовлявся. У той же час Роде мав намір дограти свій діючий контракт до кінця. Представники «Айнтрахта» також заявили, що не збираються продавати гравця протягом сезону 2013/14.
14 квітня 2014 року Роде підписав попередній контракт з мюнхенською «Баварією», в яку він перейшов на правах вільного агента по закінченні сезону. 22 серпня в поєдинку проти «Вольфсбурга» Себастьян дебютував за новий клуб, замінивши в другому таймі Роберта Левандовського. Перший гол за «Баварію» Роде забив 22 листопада 2014 року в матчі проти «Гоффенгайма». 10 грудня того ж року в поєдинку Ліги чемпіонів проти московського ЦСКА Себастьян забив свій перший гол у єврокубках. 
6 червня 2016 року Роде підписав чотирирічний контракт з «Боруссією» Дортмунд. 14 серпня дебютував за нову команду у Суперкубку Німеччини, де «Боруссія» поступилась «Баварії» 0—2.
27 липня 2019 повернувся до складу «Айнтрахта», підписавши з клубом 5-річний контракт.

## Виступи за збірні
22 травня 2008 року Себастьян дебютував у юнацькій збірній Німеччини до 18 років в поєдинку проти однолітків з Туреччини. 11 лютого 2009 року в матчі проти юнацької збірної Греції, Роде дебютував за збірну до 19 років. 21 травня того ж року в поєдинку проти юнаків з Латвії, Себастьян забив свій перший гол і допоміг команді здобути велику перемогу 5:0. 5 вересня 2009 року у матчі проти Південної Кореї Роде провів свій перший матч за збірну до 20 років, який так і залишився для нього єдиним. 
За молодіжну збірну Німеччини дебютував 1 вересня 2011 року матчем з Сан-Марино. З молодіжною збірної Німеччини брав участь у молодіжному Євро-2013, де провів всі три зустрічі, в тому числі проти однолітків з Росії, яку німці виграли з рахунком 2:1. Проте ця єдини перемога не дозволила команді вийти з групи. Всього на молодіжному рівні зіграв у 7 офіційних матчах.

## Досягнення
- Чемпіон Німеччини (2):

«Баварія»: 2014–15, 2015–16
- Володар кубка Німеччини (2):

«Баварія»: 2015–16
«Боруссія» (Дортмунд): 2016–17
- Володар Ліги Європи УЄФА (1):

«Айнтрахт»: 2021–22

## Статистика виступів

### Статистика клубних виступів
| Сезон                | Команда              | Чемпіонат            | Чемпіонат | Чемпіонат | Національний кубок | Національний кубок | Національний кубок | Континентальні кубки | Континентальні кубки | Континентальні кубки | Інші змагання | Інші змагання | Інші змагання | Усього | Усього |
| Сезон                | Команда              | Ліга                 | Ігор      | Голів     | Ліга               | Ігор               | Голів              | Ліга                 | Ігор                 | Голів                | Ліга          | Ігор          | Голів         | Ігор   | Голів  |
| -------------------- | -------------------- | -------------------- | --------- | --------- | ------------------ | ------------------ | ------------------ | -------------------- | -------------------- | -------------------- | ------------- | ------------- | ------------- | ------ | ------ |
| 2008-09              | «Кікерс»             | 3Л (ІІІ)             | 2         | 0         | КН                 | 0                  | 0                  | —                    | —                    | —                    | —             | —             | —             | 2      | 0      |
| 2009-10              | «Кікерс»             | 3Л (ІІІ)             | 13        | 1         | КН                 | 0                  | 0                  | —                    | —                    | —                    | —             | —             | —             | 13     | 1      |
| Усього за «Кікерс»   | Усього за «Кікерс»   | Усього за «Кікерс»   | 15        | 1         |                    | —                  | —                  |                      | —                    | —                    |               | —             | —             | 15     | 1      |
| 2010-11              | «Айнтрахт»           | БЛ                   | 11        | 2         | КН                 | 0                  | 0                  | —                    | —                    | —                    | —             | —             | —             | 11     | 2      |
| 2011-12              | «Айнтрахт»           | 2Б (ІІ)              | 33        | 2         | КН                 | 2                  | 0                  | —                    | —                    | —                    | —             | —             | —             | 35     | 2      |
| 2012-13              | «Айнтрахт»           | БЛ                   | 33        | 0         | КН                 | 1                  | 0                  | —                    | —                    | —                    | —             | —             | —             | 34     | 0      |
| 2013-14              | «Айнтрахт»           | БЛ                   | 17        | 0         | КН                 | 4                  | 1                  | ЛЄ                   | 7                    | 0                    | —             | —             | —             | 28     | 1      |
| Усього за «Айнтрахт» | Усього за «Айнтрахт» | Усього за «Айнтрахт» | 94        | 4         |                    | 7                  | 1                  |                      | 7                    | 0                    |               | —             | —             | 108    | 5      |
| 2014-15              | «Баварія»            | БЛ                   | 10        | 1         | КН                 | 2                  | 0                  | ЛЧ                   | 3                    | 1                    | СН            | 1             | 0             | 16     | 2      |
| Усього за кар'єру    | Усього за кар'єру    | Усього за кар'єру    | 119       | 6         |                    | 9                  | 1                  |                      | 10                   | 1                    |               | 1             | 0             | 139    | 8      |